# Bảo tàng Giáo xứ ở Grybów
Bảo tàng Giáo xứ ở Grybów (tiếng Ba Lan: Muzeum Parafialne w Grybowie) là bảo tàng tọa lạc tại số 3 phố Kościelna, ở thị trấn Grybów, thuộc huyện Nowosądecki, tỉnh Małopolskie, Ba Lan. Bảo tàng tổ chức triển lãm bên trong một nhà thờ gỗ được xây dựng vào năm 1699. Bảo tàng này là một chi nhánh của Bảo tàng Giáo phận ở Tarnów.

## Lịch sử
Bảo tàng Giáo xứ ở Grybów được cha xứ Jan Solak thành lập trong thập niên 1930. Cha xứ kế tiếp là Adam Kaźmierczyk đã tiếp tục quản lý và phát triển bảo tàng trong nhiều năm tiếp theo. Đến năm 1962, danh mục các bộ sưu tập của bảo tàng được biên soạn. Từ năm 2006, linh mục Richard Sorota tiếp quản bảo tàng. Thư viện giáo xứ được chuyển sang kế bên bảo tàng vào năm 2009.